# Shimla
Shimla (Hindi शिमला Śimlā [ˈʃɪmlɑː]; früher auch Simla) ist die Hauptstadt des indischen Bundesstaates Himachal Pradesh sowie des gleichnamigen Distrikts in 2103 m Höhe.
Die im Süden des Distrikts auf einem Bergrücken des mittleren Himalaya gelegene Stadt (Municipal Corporation) zählt rund 170.000 Einwohner (Volkszählung 2011). Etwa 20 km von Shimla entfernt befindet sich der zugehörige Flughafen  (Shimla Airport, IATA: SLV, ICAO: VISM). Shimla ist Universitätsstadt.
Der Name wurde nach der Hindu-Göttin Shyamala Devi, einer Reinkarnation der Göttin Kali benannt.

## Geschichte
Der Ort gehörte früher zum nepalesischen Königreich und hieß Shyamala. Er wurde 1819 von den Briten in Besitz genommen. Während der britischen Kolonialherrschaft diente Shimla wegen seines milden Klimas als „Hill Station“ (Erholungsort) für britische Kolonialbeamte und Offiziere. Von 1834 bis 1939 zog in den Sommermonaten die gesamte jeweilige Kolonialregierung Britisch-Indiens (zuerst vom damaligen Kalkutta, später von Neu-Delhi) in die kühle Höhe Shimlas. Bis zum Bau der Eisenbahn vollzog sich dieser Umzug als eine Karawane mit zweispännigen Tongas, die in acht Stunden die Fahrt durch die Hügellandschaft von Kalka nach Shimla zurücklegte. Seit 1903 ist der Ort mit der Kalka-Shimla-Strecke an das Eisenbahnnetz angeschlossen.

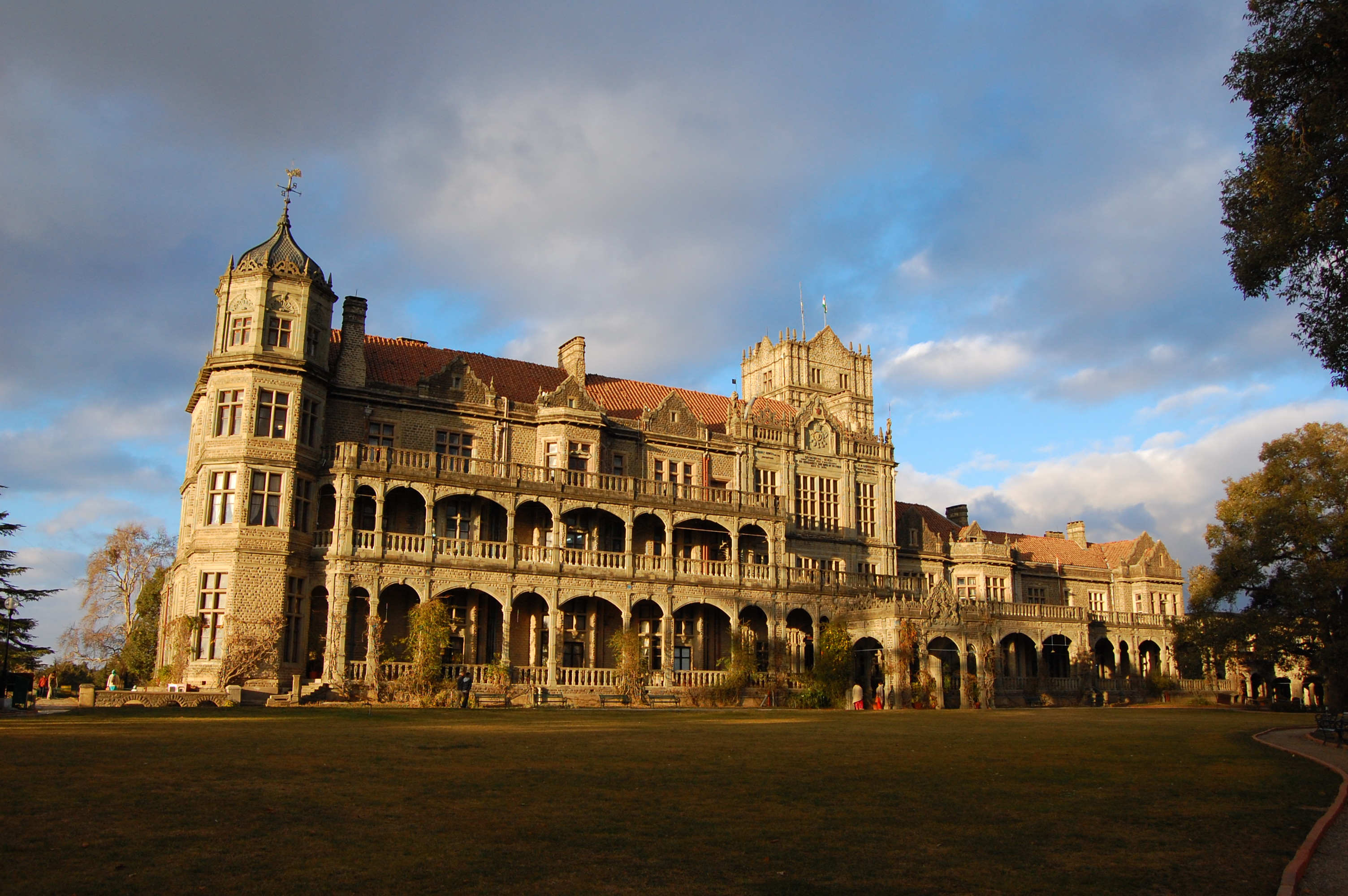
Rashtrapati Niwas in Shimla, die frühere Residenz des Vizekönigs, erbaut 1888

Traditionell blieb es während der britischen Kolonialzeit dem Vizekönig von Indien, dem britischen Oberbefehlshaber der Indischen Armee und dem Gouverneur des Panjab vorbehalten, in Shimla eine Kutsche, später ein Auto zu benutzen, während die übrige Kolonialgesellschaft Rikschas für den Personentransport und Ochsenkarren für den Gütertransport benutzte. Mit ihnen wurden auch die Luxusgüter für die Kolonialgesellschaft zu legendären Banketten geschafft, um vornehme Bälle im Stil der viktorianischen Gesellschaft zu feiern.
Shimla war 1914 Schauplatz der britisch-chinesisch-tibetischen Verhandlungen, die in die Shimla-Konvention über die Grenze zwischen Tibet und Britisch-Indien entlang der McMahon-Linie mündeten.
Nach der Unabhängigkeit und nach dem Bangladesch-Krieg unterzeichneten 1971 der pakistanische Staatspräsident Zulfikar Ali Bhutto und die indische Premierministerin Indira Gandhi hier das Shimla-Abkommen, in dem die Waffenstillstandslinie in Kaschmir zwischen Indien und Pakistan als „Line of Control“ festgeschrieben wurde.
In Shimla hat der High Court of Himachal Pradesh, das oberste Gerichts von Himachal Pradesh, seinen Sitz.

## The Mall

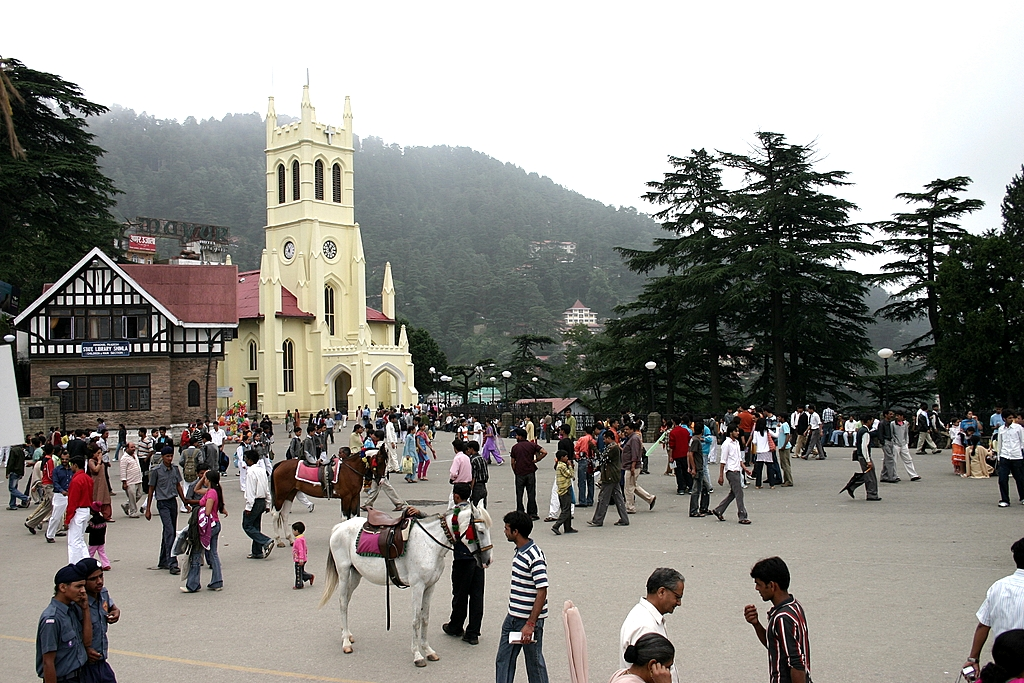
The Mall mit der Bibliothek und der Christ Church

Die Hauptfußgängerzone The Mall liegt auf dem Grat und bietet eine gute Aussicht auf Stadt und den Himalaya. Bis zum Ersten Weltkrieg war The Mall für Inder verbotenes Terrain. Hier befanden sich Banken, Teesalons und Geschäfte der britischen Kolonialgesellschaft. Nach dem Zweiten Weltkrieg war es auch Indern erlaubt, The Mall zu betreten, vorausgesetzt, sie trugen keine indische Kleidung. Die Architektur Shimlas ist von Gebäuden im britischen Stil des 19. Jahrhunderts geprägt. Ein achteckiger Musikpavillon aus dieser Zeit liegt an The Mall. Die zweitälteste protestantische Kirche Indiens, die Christ Church, liegt am östlichen Ende von The Mall; sie wurde von 1846 bis 1857 erbaut und verfügt über einen Tudor-Turm, dessen Glocken aus von den Briten erbeuteten Kanonen gegossen worden waren.
Auf dem höchsten Punkt der Stadt ist der Jakhu-Tempel gelegen, der dem Hindu-Gott Hanuman gewidmet ist.

## Klima
In Shimla herrscht ein warmgemäßigtes Klima. Die Jahresmitteltemperatur liegt bei 14,2 °C. Der durchschnittliche Jahresniederschlag beträgt 1480 mm.
|                       | Jan  | Feb  | Mär  | Apr  | Mai  | Jun   | Jul   | Aug   | Sep   | Okt  | Nov  | Dez  |   |         |
| Mittl. Tagesmax. (°C) | 8,6  | 9,7  | 13,9 | 18,9 | 22,7 | 23,7  | 20,9  | 19,8  | 19,6  | 17,9 | 14,1 | 11,1 | ⌀ | 16,8    |
| Mittl. Tagesmin. (°C) | 2,0  | 2,7  | 6,5  | 10,9 | 14,4 | 15,8  | 15,3  | 14,9  | 13,5  | 10,7 | 7,0  | 4,1  | ⌀ | 9,8     |
|                       |      |      |      |      |      |       |       |       |       |      |      |      |   |         |
| Niederschlag (mm)     | 57,3 | 65,3 | 62,1 | 46,1 | 62,8 | 161,1 | 419,0 | 385,9 | 206,5 | 38,5 | 12,0 | 23,2 | Σ | 1.539,8 |
|                       |      |      |      |      |      |       |       |       |       |      |      |      |   |         |
| Regentage (d)         | 6,6  | 7,4  | 8,5  | 6,7  | 8,5  | 13,4  | 22,5  | 21,8  | 12,6  | 4,2  | 2,3  | 3,3  | Σ | 117,8   |
|                       |      |      |      |      |      |       |       |       |       |      |      |      |   |         |
| Luftfeuchtigkeit (%)  | 60   | 49   | 45   | 35   | 35   | 52    | 88    | 90    | 82    | 55   | 43   | 48   | ⌀ | 56,9    |

| 2,0 |

| 2,7 |

| 6,5 |

| 10,9 |

| 14,4 |

| 15,8 |

| 15,3 |

| 14,9 |

| 13,5 |

| 10,7 |

| 7,0 |

| 4,1 |

| 2,0 |

| 2,7 |

| 6,5 |

| 10,9 |

| 14,4 |

| 15,8 |

| 15,3 |

| 14,9 |

| 13,5 |

| 10,7 |

| 7,0 |

| 4,1 |

## Söhne und Töchter der Stadt
- Henry McMahon (1862–1949), britischer Offizier, Diplomat und Hochkommissar für Ägypten
- Victor Bulwer-Lytton, 2. Earl of Lytton (1876–1947), britischer Politiker
- Joan Chetwynd (1898–1979), britische Autorennfahrerin
- Elsie Mackay (1893–1928), britische Luftfahrtpionierin, Schauspielerin und Angehörige der britischen High Society
- Denis O’Connor (1907–1988), britischer Offizier
- Mary M. Kaye (1908–2004), britische Autorin
- John Hunt, Baron Hunt (1910–1998), britischer Offizier
- Guy Gibson (1918–1944), britischer Offizier
- Idries Shah (1924–1996), Schriftsteller
- Nirmal Verma (1929–2005), Schriftsteller
- Vivan Sundaram (1943–2023), Künstler
- Salman Taseer (1944–2011), pakistanischer Geschäftsmann and Politiker
- Navina Sundaram (1945–2022), indisch-deutsche Fernsehjournalistin, Filmemacherin und Autorin
- Anupam Kher (* 1955), Schauspieler
- Gagandeep Kang (* 1962), Virologin und Professorin für Mikrobiologie
- Preity Zinta (* 1975), Filmschauspielerin und Model
- Arushi Sharma (* 1995), Schauspielerin
- Renuka Singh (* 1996), Cricketspielerin